# Erich Schwingshackl
Erich Schwingshackl (* 1. Februar 1970 in Gsies, Südtirol) ist ein deutsch-italienischer Koch.

## Werdegang
Nach der Ausbildung in Sexten, Welsberg und Meran wurde Schwingshackl stellvertretender Küchenchef im Restaurant Fink in Brixen. 1992 ging er nach Deutschland zum Hotel Restaurant Vier Jahreszeiten in Hamburg. 1994 wechselte er in das Drei-Sterne-Restaurant Aubergine von Eckart Witzigmann in München, 1995 in die Residenz Heinz Winkler in Aschau im Chiemgau, wo er 2002 Küchenchef wurde. Hier lernte er seine Lebenspartnerin Katharina Krauß kennen.
2005 wechselte er mit Krauß als Geschäftsführer zu ihrem elterlichen Hotel Reblingerhof in Bernried (Niederbayern). 2006 eröffnete er das Restaurant Schwingshackl Esskultur. Für das Jahr 2008 wurde das Restaurant mit einem Michelin-Stern ausgezeichnet.
Im November 2011 wurde er für das Jahr 2012 mit dem zweiten Michelin-Stern ausgezeichnet. Drei Wochen später, im Dezember 2011 verließ er mit Katharina Krauß den Reblingerhof. Im Mai 2012 eröffnete er das Schwingshackl Esskultur in Tegernsee, das erneut mit einem Michelin-Stern ausgezeichnet wurde. Anfang 2014 übernahmen sie auch das dazugehörige Hotel Villa am See.
Im Dezember 2018 übernahm er das Alte Fährhaus am Isarufer in Bad Tölz. Im März 2020 wurde auch dieses Restaurant mit einem Michelinstern ausgezeichnet. Im Oktober 2023 gab er bekannt, dass er das Alte Fährhaus im Januar 2024 verlassen wird.
Anfang 2024 übernahm er das ehemalige Hotel Reblingerhof – jetzt Naturhotel Rebling – vom Bruder seiner Frau und kehrte nach zwölf Jahren nach Bernried zurück. Im März 2024 wurde das Restaurant Schwingshackl Esskultur mit einem Michelinstern ausgezeichnet.

## Auszeichnungen
- 2007: Ein Michelinstern im Guide Michelin 2008 für Schwingshackl Esskultur in Bernried
- 2009: Koch des Jahres, Großer Hotel- und Restaurantführer (Der Große Restaurant & Hotel Guide)
- 2011: Zwei Michelinsterne im Guide Michelin 2012 für Schwingshackl Esskultur in Bernried
- 2024: Ein Michelinstern für Schwingshackl Esskultur in Bernried[9]
- 2025: Ein Bib Michelin für Schwingshackl Heimatküche in Bernried[10]